# Гэри Юинг
Гэри Юинг — персонаж популярной американской мыльной оперы «Даллас». Роль Гэри исполнил актёр Тед Шеклфорд. Гэри является главным героем телесериала Тихая пристань. Известен как отец Люси Юинг Купер. Гэри Юинг родился в конце января 1944 года в Далласе, Техас, США (ранчо Сут-Форк) в богатой нефтепромышленной семье Юингов. На тот момент у них был сын Джей Ар. А уже через предположительно 5 лет у них родился сын Бобби. Предположительно в 1961 году он женился на Вэлин Юинг. Предположительно в 1962 году Вэлин забеременела от Гэри. А уже предположительно 8 декабря 1962 года родилась их дочь Люси Юинг Купер. Предположительно в 1962 году Гэри и Вэлин расстались. Предположительно в 1962 году Гэри начал много пить. В этом же году он уехал, не оставив обратной связи.
Брат Гэри — Джей Ар ненавидит Гэри. Он считает его пьяницей и непутёвым человеком. К моменту его первого появления в сериале он уже бросил пить. Люси впервые увидела отца и мать. Пробыв в Саут-Форке несколько дней он уехал, как и в 1962-м. Уже в 1980 Гэри снова в Далласе. Он сделеал своей бывшей жене Вэлин предложение выйти за него замуж. После этого они улетают жить в Калифорнию. Гэри приезжает в Саут-Форк только по важным событиям. Также Гэри появился 9 сезоне, и чуть было не поселился в Саут Форк, После смерти Бобби, но потом решил уехать в Калифорнию.
В сериале 2012 года Гэри появляется в 7 серии 2го сезона «Ярость и Скорость», Он приехал в Даллас, чтобы остановить его племянника Джона Росса от бурения в Саут-Форке, В следующиее серии «Шедевр Джей Эра» Гэрри на похоронах Джей Эра
«Каждый шаг, Который я делал вперед или назад, Я делал за Джей Ара.»
Родители: Джок Юинг Мисс Элли Юинг
Полное имя: Гаррисон «Гэри» Юинг
Дата рождения: январь 1944
Братья и сёстры:Джей Ар Юинг, Бобби Юинг, Рэй Креббс , Джек Юинг, Джейми Юинг
Другие родственники: Сью Эллен Юинг, Памела Барнс Юинг, Эйприл Стивенс Юинг, Клифф Барнс, Клейтон Фэрроу
Дети: Люси Юинг (предп. с 1962)
Супруга: Вэлин Юинг (1961-62 развод, 1980 воссоединение)
Племянники: Джон Росс Юинг III (род.1980) Кристофер Юинг (род.1981), Джеймс Бомонт, безымянный сын Джей Эра от Кэлли Хэрпер